# Zaszczytny Krzyż Lotniczy
Zaszczytny Krzyż Lotniczy (ang. Distinguished Flying Cross, DFC) – amerykańskie odznaczenie wojskowe przyznawane za „heroizm lub niezwykłe osiągnięcie w locie” (heroism or extraordinary achievement while participating in an aerial flight). Odznaczenie może być nadane każdemu żołnierzowi Amerykańskich Sił Zbrojnych bez względu na to czy należy do Wojsk Lądowych, Marynarki Wojennej czy Sił Lotniczych. W czasie działań wojennych medal może być także nadany żołnierzom sił sojuszniczych oraz instruktorom i uczniom szkół lotniczych. Medal został ustanowiony 2 lipca 1926.
Odznaczenie może być nadane wielokrotnie. Kolejne nadanie jest oznaczane poprzez nałożenie na wstążkę (oraz baretkę) brązowej odznaki w formie pęku liści dębowych (oak leaf cluster) w Siłach Lądowych i Powietrznych, lub złotej pięcioramiennej gwiazdki w Marynarce Wojennej, Piechocie Morskiej i Straży Wybrzeża USA. Pięć odznak brązowych lub gwiazdek złotych jest zastępowanych odznaką względnie gwiazdką srebrną. Ponadto w siłach powietrznych, marynarce wojennej i piechocie morskiej za czyny waleczności odznaczenie może zostać nadane z „odznaką waleczności” w formie brązowej litery „V”.

## Odznaczeni
Odznaczeni lotnicy polscy
- Bolesław Gładych
- Tadeusz Sawicz (dwukrotnie)
- Tadeusz Andersz (dwukrotnie)
- Witold Łanowski (dwukrotnie)